# Вислов, Иван Макарович
Иван Макарович Вислов (5 [18] июня 1900, Мордово, Саратовская губерния — 7 ноября 1953, Луховицы, Московская область) — советский партийный деятель.

## Биография
Родился 5 (18) июня 1900 года в селе Мордово (ныне — в Красноармейском районе Саратовской области). Член КПСС с 1925 года.
С 4 декабря 1918 по 1926 год и с 1941 года по 22 февраля 1946 служил в Красной армии; подполковник. Участник Гражданской войны.
Участник Великой Отечественной войны, начальник политотдела тыла 65-й армии, начальник политотдела 170-й стрелковой дивизии, первый секретарь Скопинского райкома ВКП(б), председатель Рязанского облсовпрофа.
Избирался депутатом Верховного Совета РСФСР 1-го и 2-го созывов.
Умер в Луховицах в 1953 году.

## Награды
- Орден Отечественной войны II (13.11.1943) и I степени (12.9.1944)
- два Ордена Красного Знамени (16.02.1945, 14.6.1945)
- Орден Красной Звезды (6.3.1943)
- Медаль «За оборону Сталинграда» (22.12.1942)[1]